# Pachydissus intermedius
Pachydissus intermedius là một loài bọ cánh cứng trong họ Cerambycidae.